# ボビナム
ボビナム、ヴォヴィナム（Vovinam）または越武道（えつぶどう、Việt Võ Đạo）はベトナム発祥の総合武術である。
1936年にグェン・ロックによって設立、1938年より一般に広められた。その目的はフランスやアメリカなど列強諸国に抑圧され続けた長い歴史の中で、ベトナム民族を 「武術によって心身ともに励まし鍛える」 ことであった。植民地支配に端を発するベトナムが置かれた複雑な歴史は、ボビナムの技に西洋と東洋の格闘技の要素を混合することとなった。 東洋の中国拳法、古武術、西洋のレスリング、キックボクシングなどが研究分析され、個性的かつ合理的な技術形態が練り上げられていった。訓練は手、肘、脚、膝を使った肉体的なものにとどまらず、剣、ナイフ、扇子、爪、薙刀などの武器を使う技も存在する。 
ホーチミン市に本部を置く世界ボビナム連盟が加盟国を統括し、現在、ただ1人だけが選ばれる世界最高師範にはマスター・グエン・バン・チエウ（Nguyễn Văn Chiếu）が就いている。

## 歴史
ボビナムは効率的な護身術としてグェン・ロックによって1936年に研究開発された。1859年以来のフランスによる植民地支配から解放されるために必ずやボビナムが有効手段となると信じ、1938年からは個人的な伝授をはじめる。もともとグエンが有していたベトナムの伝統的武道の知識に、世界の格闘技の要素を加え、独自の武道ボビナムを構成していった。1940年にハノイでボビナムを公に紹介する機会があり、それをきっかけにグェンはハノイの高等師範学校に招かれ、ボビナムは一般に一気に浸透することとなる。ベトナム全域で政治不安が高まった1954年に、グェンは南ベトナムに移住、ボビナム専門の学校を設立する。1960年にグェンが死去、2代目の世界最高師範としてレー・サン（Lê Sáng）が就任。門派の規則やカリキュラムが作成され、ユニフォームの色が「海と空の希望の色」青に定められる。1990年にはロシアにおいて公演が成功し、諸外国からの注目が集まる。2000年までにオーストラリア、ベルギー、カナダ、フランス、ドイツ、イタリア、モロッコ、ポーランド、スペイン、スイス、米国にボビナムの学校が開設された。 2009年にベトナムにて第1回世界ボビナム選手権開催される。さらにはアジアオリンピック評議会 (OCA) 主催の第3回アジア・インドア・ゲームの正式種目となった。2010年、世界でボビナムを指導してきたグエンバンチュウ（NguyễnVănChiếu）が世界最高師範に就任、グローバルスポーツとしての地位を確立するに至った。 

## 10の心得
ボビナムでは身体のみならず心を鍛錬するために10の心得を掲げている。
1. 日々武術を精進し、何人をも守ること
2. ボビナム発展のため、次世代を教育すること
3. 年長者を敬い、仲間に心遣いを忘れないこと
4. 規則を守り、武道家としての誇りを持つこと
5. 他種格闘技を敬愛し、護身のためのみ闘うこと
6. 健全なる肉体と精神を養うこと
7. 何事にも、誠意と勇気をもつこと
8. 逆境に挑むこと
9. 正しく判断し、忍耐強く準備を怠らないこと
10. 自信と向上心で、成長の道を探ること

## ロゴ
ボビナムのロゴは赤と青で構成されており陰陽を表している。それは肉体だけでなく精神をも鍛え抜かないといけないという意味が込められている。その境を黄色いベトナムの国を型どったものが重ねられている。これは中庸を表している。
また各国のボビナム独自のロゴが併用して使われることも多く、基本的には世界共通のロゴをベースに各国の特徴を組み入れたものとなっている。

## ユニフォーム
1964年に現在の青い道着が公式道着として決定された。この青はボビナムのオフィシャルカラーである。1990年にカリフォルニアで行われた世界ボビナムカンファレンスにて世界マスター会議が行われ、この青い道着が世界共通とすることが決定された。

## ボビナムの帯の色
| タイトル | Tự Vệ Nhập Môn | Lam Đai | Hoàng Đai | Hoàng Đai        | Hồng Đai | Bạch Đai         |
| ランク   | 初級           | 練習生  | 練習生    | インストラクター | マスター | グランドマスター |
| 帯       |                |         |           |                  |          |                  |

初心者は「新しい希望」を意味する水色の帯からスタートする。
青は海や希望を表している。希望はボビナムでの成功を意味している。3段階のレベルが用意されている。

黄色は肌の色を表している。黄色の帯は他の武術の黒帯に相当する。故に、黄帯を所有している生徒は黒帯を身につけることもできる。黄帯にストラップが付いた帯を所有している生徒はインストラクターの資格を有している。4段階のレベルが用意されている。

赤は血や激しい血を表している。
白は無限や骨を表している。また高い精神性を表している。白帯は世界最高師範にのみ着用を許されている。

## 加盟国
加盟国はアジア各国のみならず、 ヨーロッパ、中東、オーストラリア、アフリカ、アメリカと 全世界に広がりをみせている。 
- ポーランド
- ベルギー
- カンボジア
- デンマーク
- ドイツ
- 米国
- モロッコ
- ノルウェー
- ロシア
- フランス
- ルーマニア
- スイス
- スウェーデン
- シンガポール
- ウズベキスタン
- ウクライナ
- ベラルーシ
- メキシコ
- バングラデシュ
- タイ
- イタリア
- オーストラリア
- インド
- イラン
- スペイン
- アルジェリア
- インドネシア
- セネガル
- ブルキナファソ
- モロッコ
- コートジボワール
- タンザニア
- マレーシア
- ミャンマー
- マリ
- アルゼンチン
- ギニア
- アラブ首長国連邦ドバイ
- 台湾
- 日本

などには本部公認のボビナム協会が存在している。

### 日本
2011年、日本人として初めてマスターライセンスを取得したマスター・フゴ（富豪富豪夢路）が帰国後に一般社団法日本ボビナム協会を設立している。

## オリンピック
アジアオリンピック評議会（OCA）公認のアジアインドアゲームズ及びアジアビーチゲームズ大会においては正式種目である。日本においては2011年に世界ボビナム連盟及び日本オリンピック委員会（JOC）公認の一般社団法人・日本ボビナム協会が発足している。 

## ボビナムに関わる著名人
- 金城真央　2017年８月インド・ニューデリーにて開催された第５回世界ボビナム選手権において、女子演武３人十字の型で銅メダルを獲得。また同年12月に台湾・台南で開催された第2回東アジア・ボビナム選手権において、タップタクェン、ニャッモンクェンの二つの部門で金メダルを獲得。
- 高橋大志　吉本興業のお笑いコンビ「プール」のメンバー。日本代表。